# Coppa del Re 1986 (hockey su pista)
La Coppa del Re 1986 è stata la 43ª edizione della principale coppa nazionale spagnola di hockey su pista. La fase finale della competizione ha avuto luogo dal 23 marzo e si è conclusa il 6 luglio 1986.
Il trofeo è stato conquistato dal Barcellona per la decima volta nella sua storia superando in finale il Liceo La Coruña.

## Risultati

### Primo turno

#### Girone A
| Squadra         | Pt | G | V | N | P | GF | GS | DG  |
| --------------- | -- | - | - | - | - | -- | -- | --- |
| Barcellona      | 10 | 6 | 4 | 2 | 0 | 35 | 20 | +15 |
| Liceo La Coruña | 7  | 6 | 3 | 1 | 2 | 32 | 22 | +10 |
| Noia            | 6  | 6 | 2 | 2 | 2 | 31 | 29 | +2  |
| Tordera         | 1  | 6 | 0 | 1 | 5 | 22 | 49 | -27 |

| Squadra 1       | Risultato | Squadra 2       |
| --------------- | --------- | --------------- |
| Liceo La Coruña | 3 - 3     | Barcellona      |
| Noia            | 7 - 3     | Tordera         |
| Barcellona      | 3 - 0     | Noia            |
| Tordera         | 2 - 8     | Liceo La Coruña |
| Liceo La Coruña | 5 - 1     | Noia            |
| Barcellona      | 8 - 4     | Tordera         |
| Barcellona      | 4 - 3     | Liceo La Coruña |
| Tordera         | 7 - 7     | Noia            |
| Noia            | 8 - 8     | Barcellona      |
| Liceo La Coruña | 10 - 4    | Tordera         |
| Tordera         | 2 - 9     | Barcellona      |
| Noia            | 8 - 3     | Liceo La Coruña |

#### Girone B
| Squadra  | Pt | G | V | N | P | GF | GS | DG |
| -------- | -- | - | - | - | - | -- | -- | -- |
| Voltregà | 6  | 4 | 3 | 0 | 1 | 18 | 12 | +6 |
| Mollet   | 4  | 4 | 2 | 0 | 2 | 13 | 16 | -3 |
| Piera    | 2  | 4 | 1 | 0 | 3 | 14 | 17 | -3 |

| Squadra 1 | Risultato | Squadra 2 |
| --------- | --------- | --------- |
| Piera     | 3 - 4     | Mollet    |
| Mollet    | 1 - 2     | Voltregà  |
| Piera     | 8 - 2     | Voltregà  |
| Mollet    | 5 - 3     | Piera     |
| Voltregà  | 8 - 3     | Mollet    |
| Voltregà  | 6 - 0     | Piera     |

#### Girone C
| Squadra    | Pt | G | V | N | P | GF | GS | DG  |
| ---------- | -- | - | - | - | - | -- | -- | --- |
| Cerdanyola | 8  | 4 | 4 | 0 | 0 | 22 | 10 | +12 |
| Cibeles    | 0  | 2 | 0 | 0 | 2 | 5  | 11 | -6  |
| Dominicos  | 0  | 2 | 0 | 0 | 2 | 5  | 11 | -6  |

| Squadra 1  | Risultato | Squadra 2  |
| ---------- | --------- | ---------- |
| Cerdanyola | 6 - 2     | Dominicos  |
| Cerdanyola | 7 - 2     | Cibeles    |
| Dominicos  | 3 - 5     | Cerdanyola |
| Cibeles    | 3 - 4     | Cerdanyola |
| Cibeles    | n.d.      | Dominicos  |
| Dominicos  | n.d.      | Cibeles    |

### Semifinali
| Squadra 1  | Totale | Squadra 2       | Andata | Ritorno |
| ---------- | ------ | --------------- | ------ | ------- |
| Voltregà   | 6 - 7  | Barcellona      | 3 - 0  | 3 - 7   |
| Cerdanyola | 5 - 15 | Liceo La Coruña | 2 - 8  | 3 - 7   |

### Finale
| Squadra 1       | Totale | Squadra 2  | Andata | Ritorno |
| --------------- | ------ | ---------- | ------ | ------- |
| Liceo La Coruña | 5 - 8  | Barcellona | 3 - 3  | 2 - 5   |

| La Coruña 1º Luglio 1986 Finale di andata | Liceo La Coruña | 3 – 3 | Barcellona | Pazo dos Deportes de Riazor |

| Barcellona 6 Luglio 1986 Finale di ritorno | Barcellona | 5 – 2 | Liceo La Coruña | Palau Blaugrana |